# Олту
Олту (тур. Oltu) — город и район в провинции Эрзурум (Турция).

## Название
Некоторые ученые идентифицируют топонимическую принадлежность Олту к Диаохским городом Уту.
- В армянской традиции город именуется как Ուղտիք — Ултик; Ухтеац; Утеац; Олти[2]
- В грузинской — ოლთისი (Олти́си[2])
- В русской — Ольты
- В тюркской традиции — Олту

## История

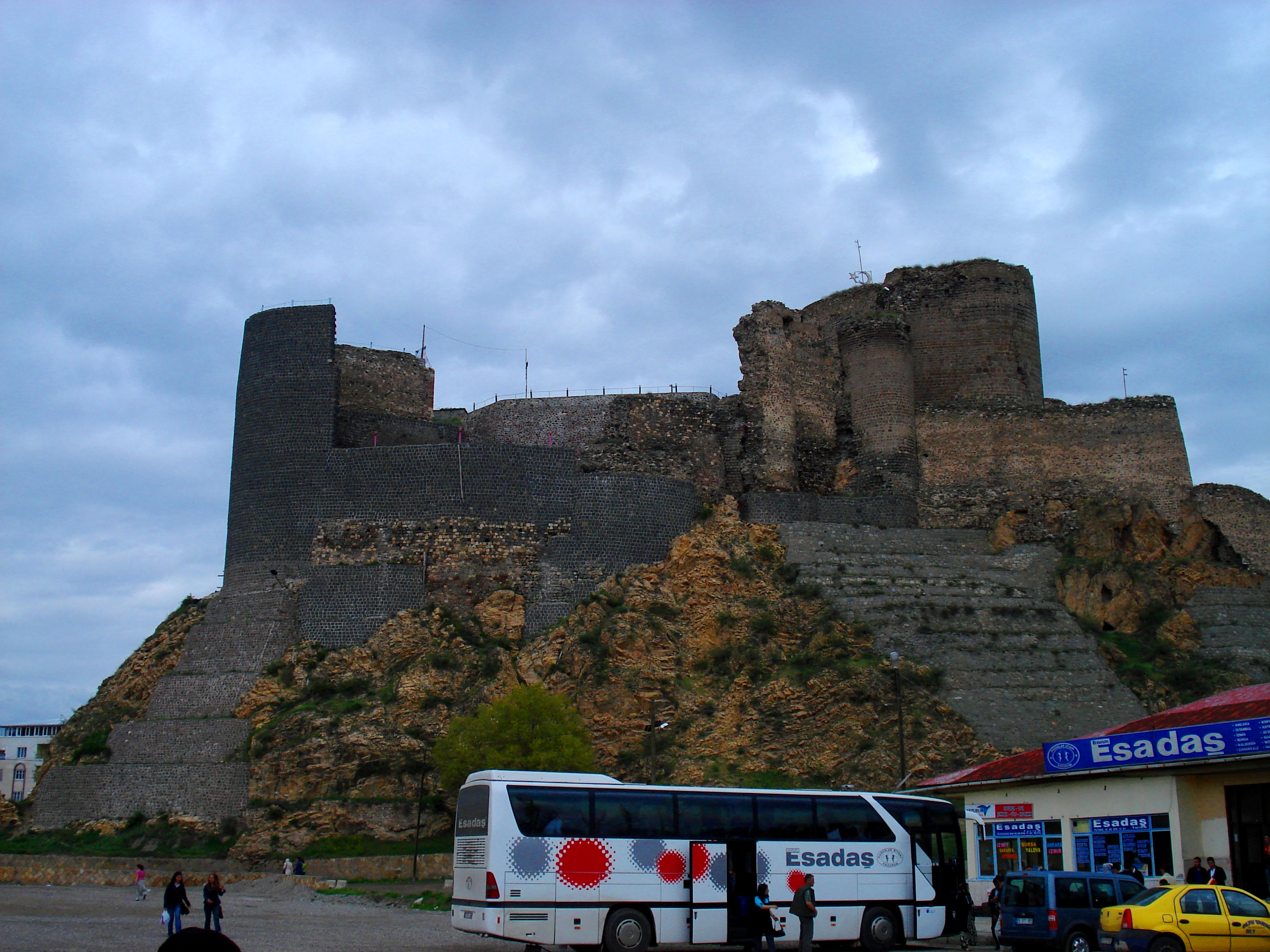
замок в Олту.

Территория современного города была издревле населена людьми и входила в состав разных государств. До IV века город Ултик (или Ухтеац; Утеац; Олти') являлся частью армянской провинции Тайк, владетелями которой были представители рода Мамиконянов (наследственных военачальников Армении), правивших этой областью Армении до VIII века. Подавляющее большинство населения региона было армянским.
Район подвергся разгрому во время арабского вторжения 735 года и антиарабского восстания 774—775 годов. «Житие Григория Хандзтели» свидетельствует о запустении Тайка ко времени его заселения грузинами.
К началу IX века, уже как Тао, он входил в конгломерат владений грузинской ветви династии Багратидов (см. Тао-Кларджетского княжества), после чего отошел Византии.
В 1074 году Григорий Пакуриан ушел с поста главнокомандующего имперскими войсками на востоке и передал земли (Теодосиополь, Олти, Карс, Вананд, Карнипори и часть Тао) царю Грузии Георгию II. Территория была полностью очищена от турецких отрядов до 1075 года.
В последующие века контроль над ним попеременно осуществляли сельджуки, монголы и туркменские племена. В XVI веке регион был присоединен османами к своей империи.
В результате русско-турецкой войны 1877—1878 годов к России отошла территория Карсско-Чилдырского санджака Османской империи, на которой была образована Карсская область, где город Ольты стал центром Ольтинского округа.
С началом Первой мировой войны, в декабре 1914 года, турецкие войска на короткое время захватывают часть Карсской области, в том числе Ольтинский округ, устраивая резню среди местного армянского населения. В результате резни было убито 1276 армян, имущество которых было разграблено.
После революции в России, а затем развала ЗДФР в Закавказье образовались новые государства, между которыми возникли территориальные споры. В результате, район Ардаган-Ольты стал предметом спора между Республикой Армения и Грузинской демократической республикой.
В 1920 году после армяно-турецкой войны Олты вошел в состав Турции.

## Население
По результатам первой всеобщей переписи населения Российской империи 1897 года население составляло 2 373 чел.:
- Армяне — 1 056 (31,31 %),
- Восточные славяне (в основном русские, а также украинцы) — 709 (21,02 %),
- Турки — 357 (10,58 %),
- Поляки — 206 (6,11 %),
- Греки — 101 (2,99 %),
- Осетины — 46 (1,36 %),
- Поляки — 31 (0,92 %),
- Персы — 21 (0,62 %),
- Грузины — 18 (0,53 %),
- Курды — 7 (0,21 %),
- Аварцы — 6 (0,18 %),
- Немцы — 2 (0,06 %),
- представители других народностей — 19 (0,56 %).
- Согласно Кавказскому календарю на 1915 г., население к 1914 году составляло 3 258 чел., из них, чел.:
- армяне — 2 155 (66,14 %),
- езиды — 458 (14,06 %),
- русские — 177 (5,43 %),
- грузины — 78 (2,39 %),
- турки — 51 (1,57 %),
- курды — 47 (1,44 %)
- и др.[13]